# Genova chiama
Genova Chiama è un EP della Casa del vento con produzione Mescal e distribuzione Il Manifesto.
Le prime due canzoni sono tratte dall'album Pane e rose che sarà pubblicato pochi mesi dopo. Carne da cannone e Notte di San Severo sono tratte dall'album Novecento. I proventi della vendita di questo cd verranno interamente devoluti al Social Forum Italiano.

## Tracce
1. Genova Chiama - 3:57
2. La canzone di Carlo - 4:10
3. Carne da cannone - 4:15
4. Notte di San Severo - 3:49
5. Intervento di Vittorio Agnoletto - 3:36
6. La canzone di Carlo (live Genova 20 luglio 2002) - 4:15

## Formazione
- Luca Lanzi - voce e chitarra
- Sauro Lanzi - fisarmonica, tromba, flauti
- Massimiliano Gregorio - basso
- Fabrizio Morganti - batteria
- Patrick Wright – violino